# Tadahiro Akiba
Tadahiro Akiba (Japans: 秋葉 忠宏, Akiba Tadahiro) (Chiba, 13 oktober 1975) is een voormalig Japans voetballer.

## Clubcarrière
Akiba speelde tussen 1994 en 2010 voor JEF United Ichihara, Avispa Fukuoka, Cerezo Osaka, Albirex Niigata, Tokushima Vortis, Thespa Kusatsu en Sagamihara.

## Olympische Spelen
Akiba vertegenwoordigde zijn vaderland op de Olympische Spelen 1996 in Atlanta. Ondanks een overwinning op Brazilië (1-0) werd de Japanse olympische selectie onder leiding van bondscoach Akira Nishino al in de groepsronde uitgeschakeld.